# Alemania en el Festival de la Canción de Eurovisión 2023
Alemania participó en el LXVII Festival de la Canción de Eurovisión, que se celebró en Liverpool, Reino Unido del 9 al 13 de mayo de 2023, tras la imposibilidad de Ucrania de acoge el concurso por la victoria de Kalush Orchestra con la canción «Stefania». La Norddeutscher Rundfunk (NDR) (Radiodifusión del Norte Alemán en español), radiodifusora encargada de la participación germana en el festival, decidió volver a utilizar una final nacional para seleccionar a su representante eurovisivo, organizando la preselección titulada Unser Lied für Liverpool.
La final celebrada en una sola gala el 3 de marzo de 2023 con la participación de 8 artistas, dio como ganadores al grupo de Metal gótico Lord of the Lost con el tema «Blood and Glitter», compuesto por los miembros de la banda, tras obtener 189 puntos.

## Historia de Alemania en el Festival
Alemania es uno de los países fundadores del festival, debutando en 1956. Desde entonces el país ha concursado en 65 ocasiones, siendo uno de los países más exitosos del concurso, posicionándose hasta 34 veces dentro de los mejores 10 de la competencia y totalizando 11 podios. Alemania ha logrado vencer en dos ocasiones el festival: la primera, en 1982, con Nicole Hohloch y la canción «Ein bißchen Frieden». La segunda vez sucedió en 2010, gracias a la canción «Satellite» de Lena Meyer-Landrut. Por otro lado, el país se ha posicionado en 7 ocasiones en último lugar, y desde 2013 encadena una racha de malos resultados, con 9 de 10 participaciones por debajo del lugar 17 incluyendo tres últimos lugares, una de ellas con 0 puntos.
En 2022, el cantante alemán-estadounidense Malik Harris, terminó en 25.ª y última posición con solo 6 puntos en la gran final: 6 puntos del televoto (20.º) y 0 del jurado profesional (25.º), con el tema «Rockstars».

## Representante para Eurovisión

### Unser Lied für Liverpool
Alemania confirmó su participación en el Festival de Eurovisión 2023 en junio de 2022. Tras una serie de rumores en la prensa local germana sobre un nuevo método de preselección, la NDR confirmó el 9 de noviembre de 2022 la organización de su preselección «Unser Lied für Liverpool» para seleccionar al representante alemán en el festival de Eurovisión. El periodo de recepción de candidaturas se abrió ese mismo 9 de noviembre hasta el 28 de noviembre de 2022, habiéndose recibido 548 candidaturas. Así mismo, sea abrió un proceso paralelo por TikTok donde las personas interesadas podrían subir su canción con el #UnserLiedFürLiverpool, donde un panel de expertos seleccionó las mejores candidaturas para someterlas a una votación final online.
El proceso de selección de las canciones tuvo tres etapas: en la primera, todas las candidaturas recibidas fueron evaluadas por un comité formado por miembros del equipo de Eurovision-ARD, representantes de eurovision.de y personalidades de la radio. La segunda etapa del proceso involucró a un panel internacional de expertos quienes expresaron su retroalimentación a la ARD sobre las candidaturas para la etapa final, donde el equipo de Eurovisión-ARD seleccionó de 8 a 9 temas finalistas así como las candidatas para seleccionar una última plaza vía TIkTok.
Las 8 candidaturas finalistas y las 6 candidatas de la votación fueron anunciadas el 27 de enero de 2023, abriéndose la repesca por TikTok ese mismo día. El formato de la preselección tuvo dos rondas. En la primera, seis canciones fueron preseleccionadas para una votación vía TikTok durante una semana donde la más votada avanzó a la segunda ronda. La segunda ronda fue una final televisada, donde los 9 participantes (posteriormente 8 tras el retiro de Frida Gold) fueron sometidos a una votación compuesta al 50/50 entre un jurado internacional y el televoto. El jurado internacional estuvo compuesto por ocho paneles de cinco jurados de ocho países, los cuales votaron a las canciones con un sistema similar al de Eurovisión: 12, 10, 8, 6, 4, 3, 2 y 1 punto por orden de preferencia. De esta forma, el jurado repartió 368 puntos. El televoto repartió también 368 puntos con base en el porcentaje de votos recibidos a través de llamadas telefónicas, SMS y una votación online abierta desde una semana antes de la final. Al final de las votaciones de ambos grupos, la candidatura más votada fue declarada ganadora y representante de Alemania en Eurovisión. 

#### Jurado Internacional
El jurado internacional estuvo compuesto por ocho paneles de cinco jurados de ocho países: Austria, Ucrania, Suiza, Finlandia, Lituania, España, Reino Unido y Países Bajos.
| Región       | Miembro del jurado                | Profesión                                                                              |
| ------------ | --------------------------------- | -------------------------------------------------------------------------------------- |
| Austria      | Pænda                             | Cantante, participante del Festival de la Canción de Eurovisión 2019                   |
| Austria      | Sasha Saedi                       | Productora                                                                             |
| Austria      | Elly V                            | Cantante                                                                               |
| Austria      | Peter Pansky                      | Manager musical                                                                        |
| Austria      | Cesár Sampson (portavoz)          | Cantante, participante del Festival de la Canción de Eurovisión 2018                   |
| España       | Luis Miguel Palao                 | Periodista                                                                             |
| España       | Aaron Saez                        | Compositor, Cantante                                                                   |
| España       | Daniel Borrego                    | Presentador de televisión                                                              |
| España       | Eva Maria Mora                    | Jefa de delegación                                                                     |
| España       | Barei (portavoz)                  | Cantante, participante del Festival de la Canción de Eurovisión 2016                   |
| Finlandia    | Samuli Väänänen                   | Editor en jefe de Spotify                                                              |
| Finlandia    | Iisa Pajula                       | Cantante, Autora                                                                       |
| Finlandia    | Anna-Maria Borgar                 | Jefa musical de Yle                                                                    |
| Finlandia    | Annastiina Paavola                | Jefa de delegación                                                                     |
| Finlandia    | Joel Hokka (portavoz)             | Cantante, participante del Festival de la Canción de Eurovisión 2021 con Blind Channel |
| Lituania     | Ieva Narkuté                      | Autora, Cantante                                                                       |
| Lituania     | Ramunas Zilnys                    | Comentarista de Eurovisión                                                             |
| Lituania     | Raminta Naujanyte                 | Cantante                                                                               |
| Lituania     | Audrius Girzadas                  | Jefe de delegación                                                                     |
| Lituania     | Vaidotas Valiukevičius (portavoz) | Cantante, participante del Festival de la Canción de Eurovisión 2021 con The Roop      |
| Países Bajos | Gordon Groothedde                 | Productor, Compositor                                                                  |
| Países Bajos | Erica Suzanne Groeneveld          | Cantante, Autora                                                                       |
| Países Bajos | Marjolein Dekkers                 | Locutora de radio                                                                      |
| Países Bajos | Florent Luyckx                    | Profesional de medios digitales                                                        |
| Países Bajos | Marijke Amado (portavoz)          | Presentadora                                                                           |
| Reino Unido  | Pete Watson                       | Director musical                                                                       |
| Reino Unido  | Rokhsan Heydari                   | Cantante, Autor                                                                        |
| Reino Unido  | George Ure                        | Cantante, Vocal Coach                                                                  |
| Reino Unido  | Adam Hunter                       | Cantante, Autor                                                                        |
| Reino Unido  | SuRie (portavoz)                  | Cantante, participante del Festival de la Canción de Eurovisión 2018                   |
| Suiza        | Lisa Oribasi                      | Cantante, Autora                                                                       |
| Suiza        | Sandro Dietrich                   | Productor                                                                              |
| Suiza        | Chiara Dubey                      | Cantante, Autora                                                                       |
| Suiza        | Yves Schifferle                   | Jefe de delegación                                                                     |
| Suiza        | Gjon’s Tears (portavoz)           | Cantante, participante del Festival de la Canción de Eurovisión 2021                   |
| Ucrania      | Igor Kondratiuk                   | Presentador de TV                                                                      |
| Ucrania      | German Nenov                      | Director creativo                                                                      |
| Ucrania      | Kateryna Sereda                   | Compositora, Vocal Coach                                                               |
| Ucrania      | Oksana Skybinska                  | Jefa de delegación                                                                     |
| Ucrania      | Jamala (portavoz)                 | Cantante, participante y ganadora del Festival de la Canción de Eurovisión 2016        |

#### Candidaturas

##### Wildcard de TikTok
| Artista                         | Canción (Traducción)                                 | Idioma         | Compositor(es)                                                                     |
| ------------------------------- | ---------------------------------------------------- | -------------- | ---------------------------------------------------------------------------------- |
| Betül                           | «Heaven» («Cielo»)                                   | Inglés         | Kevin Anyaeji, Shelley Segal, Wayne Wilkins                                        |
| From Fall to Spring             | «Draw the Line» («Pintar la raya»)                   | Inglés         | Benedikt Veith, León Arend, Lukas Wilhelm, Philip Wilhelm, Seb Monzel, Simon Triem |
| Ikke Hüftgold                   | «Lied mit gutem Text» («La canción con buena letra») | Alemán         | Dominik De León, Florian Apfl, Matthias Distel, Patrick Liegl                      |
| Jona                            | «10/10» («10/10»)                                    | Inglés, Alemán | Jona, Skender Durakovac, Tom Ulrichs, Wieland Stahnecker                           |
| Leslie Clio                     | «Free Again» («Libre de nuevo»)                      | Inglés         | Leslie Clio                                                                        |
| Mitchy & André Katawazi, NashUp | «Summertime» («Verano»)                              | Inglés         | Alexander Deleon, Chord Overstreet, Michael Katawazi, Nash Overstreet              |

##### Finalistas
| Artista          | Canción (Traducción)                                                      | Idioma                     | Compositor(es)                                                                 |
| ---------------- | ------------------------------------------------------------------------- | -------------------------- | ------------------------------------------------------------------------------ |
| Anica Russo      | «Once Upon a Dream» («Había una vez un sueño»)                            | Inglés                     | Anica Russo, Mendi Moon, Philip Sesay, Rami Bakieh                             |
| Frida Gold       | «Alle Frauen in mir sind müde» («Todas las mujeres en mí están cansadas») | Alemán, Inglés             | Alina Süggeler, Andreas Weizel                                                 |
| Ikke Hüftgold    | «Lied mit gutem Text» («La canción con buena letra»)                      | Alemán                     | Dominik De León, Florian Apfl, Matthias Distel, Patrick Liegl                  |
| Lonely Spring    | «Misfit» («Inadaptado»)                                                   | Inglés                     | Julian Fuchs, Manuel Schrottenbaum, Matthias Angerer, Phil Sunday, Simon Fuchs |
| Lord of the Lost | «Blood & Glitter» («Sangre y brillantina»)                                | Inglés                     | Anthony J. Brown, Chris Harms, Pi Stoffers, Rupert Keplinger                   |
| Patty Gurdy      | «Melodies of Hope» («Melodías de esperanza»)                              | Inglés                     | Johannes Braun, Patricia Büchler                                               |
| René Miller      | «Concrete Heart» («Corazón de cemento»)                                   | Inglés                     | Mike Needle, René Miller                                                       |
| Trong            | «Dare to Be Different» («Atrévete a ser diferente»)                       | Inglés, Vietnamita, Alemán | Elsa Søllesvik, Sasha Rangas, Stefan van Leijsen, Trong Hieu Nguyen            |
| Will Church      | «Hold On» («Resistir»)                                                    | Inglés                     | Eddie Jonsson, Megan Ashworth, Patrick Liegl, Will Church                      |

#### Wildcard de TikTok
Del 27 de enero al 3 de febrero de 2023 tuvo lugar la votación por TikTok de entre seis canciones, de la cual la más votada pasó a la final en vivo con las otras ocho canciones finalistas directas.
| Artista                         | Canción               | Lugar | Porcentaje |
| ------------------------------- | --------------------- | ----- | ---------- |
| Ikke Hüftgold                   | «Lied mit gutem Text» | 1     | 52%        |
| From Fall to Spring             | «Draw the Line»       | 2     | 28%        |
| Jona                            | «10/10»               | 3     | 14%        |
| Betül                           | «Heaven»              | 4     | 3%         |
| Mitchy & André Katawazi, NashUp | «Summertime»          | 5     | 2%         |
| Leslie Clio                     | «Free Again»          | 6     | 1%         |

#### Final
La final tuvo lugar el 3 de marzo de 2023 en los estudios MMC de Colonia, presentada por Barbara Schöneberger. El orden de actuación fue publicado el 24 de febrero de 2023. Así mismo, desde ese día hasta el día de la gala se abrió la votación online en el sitio de eurovision.de. El 3 de marzo, horas antes de la gala en vivo, la banda Frida Gold hizo oficial su retiro de la preselección debido a motivos de enfermedad de su vocalista, Alina Süggeler. Debido a ello, previamente, la banda no pudo actuar en la segunda jornada de ensayos que fue vista por los jurados internacionales para emitir sus votos, siendo usado su primer ensayo en su lugar. Tras el retiro de la banda, el sistema de puntuación fue ajustado en concordancia con el número de participantes. La NDR mantuvo la misma línea telefónica para Lord of the Lost, quienes actuaban en el puesto 9 después de Frida Gold.
Tras las votaciones, la banda de metal gótico Lord of the Lost fue declarada ganadora tras obtener 189 puntos: 146 del televoto (representando aproximadamente un 39.4% de los votos) siendo la opción más votada, mientras que en el jurado profesional obtuvo 43 puntos, siendo su quinta opción. El segundo lugar fue para el wildcard de TikTok, Ikke Hüftgold con 111 puntos, siendo el segundo más votado por el televoto. El ganador del jurado, Will Church, finalizó en tercer puesto.
| N.º | Artista          | Canción                        | Jurado    | Televoto  | Lugar     | Total     |
| --- | ---------------- | ------------------------------ | --------- | --------- | --------- | --------- |
| 1   | Trong            | «Dare to Be Different»         | 52        | 19        | 4         | 71        |
| 2   | René Miller      | «Concrete Heart»               | 54        | 8         | 7         | 62        |
| 3   | Anica Russo      | «Once Upon a Dream»            | 57        | 8         | 6         | 65        |
| 4   | Lonely Spring    | «Misfit»                       | 40        | 30        | 5         | 70        |
| 5   | Will Church      | «Hold On»                      | 90        | 21        | 3         | 111       |
| 6   | Patty Gurdy      | «Melodies of Hope»             | 22        | 34        | 8         | 56        |
| 7   | Ikke Hüftgold    | «Lied mit gutem Text»          | 10        | 101       | 2         | 111       |
| 8   | Frida Gold       | «Alle Frauen in mir sind müde» | Retirados | Retirados | Retirados | Retirados |
| 9   | Lord of the Lost | «Blood & Glitter»              | 43        | 146       | 1         | 189       |

| Votación de jurado internacional | Votación de jurado internacional | Votación de jurado internacional | Votación de jurado internacional | Votación de jurado internacional | Votación de jurado internacional | Votación de jurado internacional | Votación de jurado internacional | Votación de jurado internacional | Votación de jurado internacional | Votación de jurado internacional |
| Artista                          | Canción                          | Bandera de Suiza                 | Bandera de los Países Bajos      | Bandera de Finlandia             | Bandera de España                | Bandera de Lituania              | Bandera de Ucrania               | Bandera de Austria               | Bandera del Reino Unido          | Total                            |
| -------------------------------- | -------------------------------- | -------------------------------- | -------------------------------- | -------------------------------- | -------------------------------- | -------------------------------- | -------------------------------- | -------------------------------- | -------------------------------- | -------------------------------- |
| Trong                            | «Dare to Be Different»           | 4                                | 12                               | 2                                | 6                                | 8                                | 6                                | 4                                | 10                               | 52                               |
| René Miller                      | «Concrete Heart»                 | 10                               | 8                                | 4                                | 10                               | 3                                | 8                                | 3                                | 8                                | 54                               |
| Anica Russo                      | «Once Upon a Dream»              | 8                                | 4                                | 10                               | 2                                | 10                               | 10                               | 10                               | 3                                | 57                               |
| Lonely Spring                    | «Misfit»                         | 2                                | 6                                | 6                                | 4                                | 6                                | 4                                | 6                                | 6                                | 40                               |
| Will Church                      | «Hold On»                        | 12                               | 10                               | 8                                | 12                               | 12                               | 12                               | 12                               | 12                               | 90                               |
| Patty Gurdy                      | «Melodies of Hope»               | 3                                | 1                                | 3                                | 8                                | 2                                | 2                                | 2                                | 1                                | 22                               |
| Ikke Hüftgold                    | «Lied mit gutem Text»            | 1                                | 2                                | 1                                | 1                                | 1                                | 1                                | 1                                | 2                                | 10                               |
| Lord of the Lost                 | «Blood & Glitter»                | 6                                | 3                                | 12                               | 3                                | 4                                | 3                                | 8                                | 4                                | 43                               |

## En Eurovisión

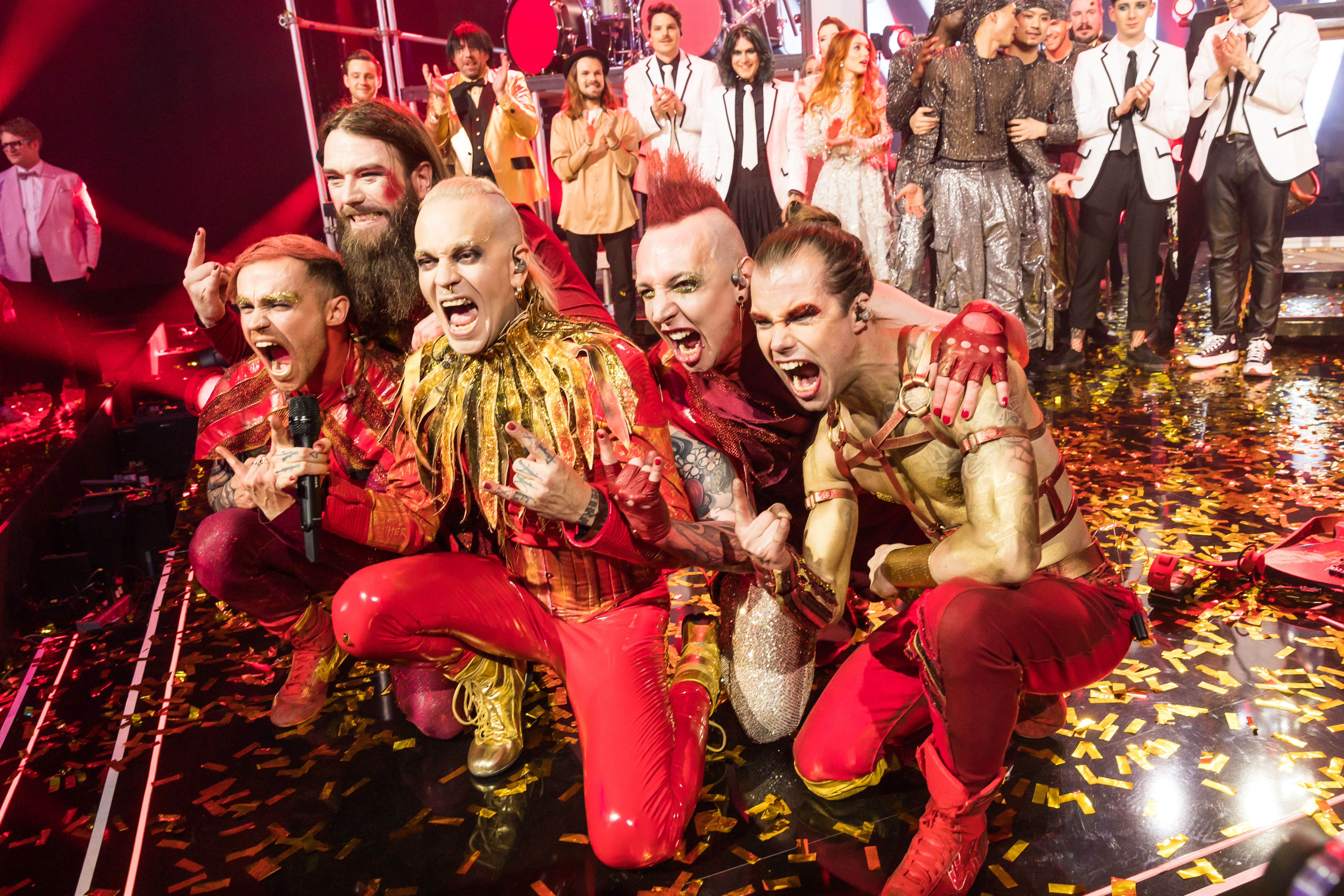
Nuestra canción para Liverpool La banda Lord of the Lost dice gracias. Al fondo los demás participantes en la ronda preliminar.

Alemania, al ser uno de los países pertenecientes al Big Five, está clasificada automáticamente a la final del 13 de mayo, junto al país anfitrión, el ganador defensor: Ucrania y el resto del Big Five: España, Francia, Italia y el Reino Unido (quien también funge como país anfitrión). El sorteo realizado el 31 de enero de 2023, determinó que el país, tendría que transmitir y votar en la primera semifinal.
Los comentarios para Alemania en la transmisión por televisión corrieron por 25.ª ocasión y decimotercera consecutiva por Peter Urban. El portavoz de la votación del jurado profesional alemán será el comediante y presentador de televisión, Alexander Duszat «Elton».

### Final
Lord of the Lost tomó parte de los primeros ensayos los días 4 y 6 de mayo y los ensayos generales con vestuario de la primera semifinal los días 8 y 9 de mayo y de la final los días 12 y 13 de mayo. El ensayo general de la tarde del 12 fue tomado en cuenta por los jurados profesionales para emitir sus votos, que representaron el 50% de los puntos. Después de los ensayos del 6 de mayo, un sorteo determinó en que mitad de la final participarían los países del Big Five. Alemania fue sorteada en la segunda mitad (posiciones 14-26). Una vez conocidos todos los finalistas, los productores del show decidieron el orden de actuación de todos los finalistas, respetando lo determinado por el sorteo. El orden de actuación revelado durante la madrugada del viernes 12 de mayo, decidió que Alemania debía actuar en la posición 21 por delante de Noruega y detrás de Lituania.